# Malcolm Milne
Malcolm Milne (ur. 9 listopada 1948 w Beechworth) – australijski narciarz alpejski, brązowy medalista mistrzostw świata.

## Kariera
Największy sukces w karierze osiągnął w 1970 roku, kiedy podczas mistrzostw świata w Val Gardena wywalczył brązowy medal w biegu zjazdowym. W zawodach tych wyprzedzili go jedynie Bernhard Russi ze Szwajcarii oraz Austriak Karl Cordin. Był to pierwszy w historii medal wywalczony przez australijskiego narciarza na mistrzostwach świata w narciarstwie alpejskim. W zawodach Pucharu Świata zadebiutował 20 stycznia 1967 roku w Kitzbühel, zajmując 58. miejsce w zjeździe. Dwukrotnie stawał na podium zawodów pucharowych: 14 grudnia 1969 roku w Val d’Isère zwyciężył w zjeździe (było to pierwsze podium i pierwsze zwycięstwo australijskiego narciarza w zawodach PŚ), a 15 lutego 1970 roku w Val Gardena był trzeci w tej samej konkurencji. Najlepsze wyniki osiągnął w sezonie 1969/1970, kiedy to zajął 14. miejsce w klasyfikacji generalnej, a w klasyfikacji zjazdu był czwarty. W 1968 roku wystartował na igrzyskach olimpijskich w Grenoble, gdzie w zjeździe i slalomie zajął 24. miejsce, a w gigancie zajął 33. miejsce. Brał też udział w igrzyskach w Sapporo cztery lata później, gdzie jego najlepszym wynikiem było 23. miejsce w zjeździe. Po zakończeniu tych igrzysk przed dwa kolejne lata ścigał się zawodowo, a następnie zakończył karierę.
Jego starszy brat Ross Milne także był narciarzem.

## Osiągnięcia

### Igrzyska olimpijskie
| Miejsce | Dzień     | Rok  | Miejscowość | Konkurencja | Czas biegu | Strata | Zwycięzca                 |
| ------- | --------- | ---- | ----------- | ----------- | ---------- | ------ | ------------------------- |
| 24.     | 9 lutego  | 1968 | Grenoble    | Zjazd       | 1:59,85    | +5,51  | Jean-Claude Killy         |
| 33.     | 12 lutego | 1968 | Grenoble    | Gigant      | 3:29,28    | +14,57 | Jean-Claude Killy         |
| 24.     | 17 lutego | 1968 | Grenoble    | Slalom      | 1:39,73    | +12,50 | Jean-Claude Killy         |
| 23.     | 7 lutego  | 1972 | Sapporo     | Zjazd       | 1:51,43    | +4,05  | Bernhard Russi            |
| 29.     | 10 lutego | 1972 | Sapporo     | Gigant      | 3:09,62    | +12,58 | Gustav Thöni              |
| 24.     | 13 lutego | 1972 | Sapporo     | Slalom      | 1:49,27    | +16,45 | Francisco Fernández Ochoa |

### Mistrzostwa świata
| Miejsce | Dzień     | Rok  | Miejscowość | Konkurencja | Czas biegu | Strata      | Zwycięzca                 |
| ------- | --------- | ---- | ----------- | ----------- | ---------- | ----------- | ------------------------- |
| 24.     | 9 lutego  | 1968 | Grenoble    | Zjazd       | 1:59,85    | +5,51       | Jean-Claude Killy         |
| 33.     | 12 lutego | 1968 | Grenoble    | Gigant      | 3:29,28    | +14,57      | Jean-Claude Killy         |
| 24.     | 17 lutego | 1968 | Grenoble    | Slalom      | 1:39,73    | +12,50      | Jean-Claude Killy         |
| 12.     | 17 lutego | 1968 | Grenoble    | Kombinacja  | 0,00 pkt   | +137,65 pkt | Jean-Claude Killy         |
| 29.     | 10 lutego | 1970 | Val Gardena | Gigant      | 4:19,19    | +9,92       | Karl Schranz              |
| 3.      | 15 lutego | 1970 | Val Gardena | Zjazd       | 2:24,57    | +0,52       | Bernhard Russi            |
| 23.     | 7 lutego  | 1972 | Sapporo     | Zjazd       | 1:51,43    | +4,05       | Bernhard Russi            |
| 29.     | 10 lutego | 1972 | Sapporo     | Gigant      | 3:09,62    | +12,58      | Gustav Thöni              |
| 24.     | 13 lutego | 1972 | Sapporo     | Slalom      | 1:49,27    | +16,45      | Francisco Fernández Ochoa |
| 5.      | 13 lutego | 1972 | Sapporo     | Kombinacja  | 21,12 pkt  | +113,58 pkt | Gustav Thöni              |

### Puchar Świata

#### Miejsca w klasyfikacji generalnej
- sezon 1969/1970: 14.
- sezon 1970/1971: 39.
- sezon 1971/1972: 37.

#### Miejsca na podium
1. Val d’Isère – 14 grudnia 1969 (zjazd) – 1. miejsce
2. Val Gardena – 15 lutego 1970 (zjazd) – 3. miejsce